# Mirae
Mirae (en coréen : 미래소년), stylisé MIRAE, est un boys band sud-coréen de K-pop formé en 2021 par DSP Media. Il est composé de sept membres : Lien, Lee Jun-hyuk, Yoo Dou-hyun, Khael, Son Dong-pyo, Park Si-young et Jang Yu-bin.
Le 9 juillet 2024, DSP Media annonce la séparation du groupe après 3 ans d'activité.

## Formation
Avant le début du groupe  Son Dong-pyo et Lee Jun-hyu ont participé à l'émission Produce X 101. Son Dong-pyo a terminé sixième de la compétition et est donc devenu membre du groupe X1 jusqu'à sa scission en janvier 2020 à la suite des révélations de manipulation des votes lors de l'émission. Khael et Park Si-young ont quant à eux participé à l'émission,.
Le groupe a été annoncé sous le nom de code DSP N le 31 janvier 2021.

## Discographie
Mini-albums (EP)
- Killa (2021)
- Splash (2021)
- Marvelous (2022)
- Ourturn (2022)
- Boys will be Boys (2023)

Singles
- Snow Prince (2022)
- Running Up (2024)